# Temporada de furacões no Atlântico de 1868
A temporada de furacões no Atlântico de 1868 foi uma das menos ativas já registradas, com apenas quatro ciclones tropicais registrados. Inicialmente, não houve tempestades conhecidas durante a temporada, embora uma reanálise tenha confirmado a atividade. Toda a atividade tropical ocorreu em um período de 45 dias. Pode ter havido outros ciclones tropicais não confirmados durante a temporada. O meteorologista Christopher Landsea estima que até seis tempestades foram perdidas no banco de dados oficial, devido ao pequeno tamanho do ciclone tropical, relatórios esparsos de navios e costas relativamente despovoadas.
Apenas uma das tempestades, a segunda, atingiu a costa, perto de Apalachicola, na Flórida. Produziu fortes chuvas e rajadas de vento em todo o sudeste dos Estados Unidos, embora não tenha havido danos graves associados à tempestade. O primeiro furacão matou duas pessoas quando um navio passou por seus ventos por 14 horas. O terceiro furacão, localizado no oeste do Mar do Caribe, não afetou a terra, embora dois navios tenham sentido seus ventos fortes. O furacão final durou três dias no Atlântico ocidental, forçando um navio a interromper sua viagem devido aos danos causados pela tempestade.

## Sistemas

### Furacão Um
O primeiro ciclone tropical conhecido da temporada foi observado em 3 de setembro, a meio caminho entre as Bahamas e as Bermudas. Um navio próximo estimou ventos de 130 km, indicando a presença do furacão. Ele se moveu para o norte inicialmente, passando cerca de 355 km a oeste das Bermudas em 4 de setembro. Posteriormente, o furacão virou para o nordeste, e o navio "John Richardson" encontrou ventos fortes em 5 de setembro, resultando em um naufrágio de sua carga. Em 6 de setembro, estima-se ter atingido ventos de pico de 169 km/h (105 mph), com base nas observações do navio com o indicativo de chamada "Greenock". O furacão açoitou o navio com ventos fortes por 14 horas, matando o capitão e um tripulante. Na época, eram cerca de 640 km ao sudeste de Halifax, Nova Escócia. Virando para o nordeste, o furacão passou ao sul de Terra Nova antes de ser observado pela última vez em 7 de setembro.

### Tempestade tropical Dois
Um navio foi afundado no oeste do Golfo do México em 1 de outubro, que foi a primeira indicação do segundo ciclone tropical da temporada. A tempestade moveu-se lentamente para o nordeste em direção ao litoral sudeste da Louisiana, intensificando-se para seus ventos máximos estimados de 110 km/h (70 mph). Em 4 de outubro, passou perto ou sobre o sudeste da Louisiana, produzindo fortes chuvas e rajadas de vento em Nova Orleans. Inundações foram observadas em partes da cidade, e o Farol de West Rigolets no Lago Pontchartrain sofreu $ 5.000 em danos devido à tempestade. A tempestade acelerou para nordeste e atingiu perto de Apalachicola, Flórida, no final de 4 de outubro.
Quando a tempestade cruzou o panhandle da Flórida e o sudeste da Geórgia, os ventos enfraqueceram para 72 km/h (45 mph), embora ainda tenha produzido fortes chuvas e rajadas de vento em Savannah, Geórgia. Nenhum dano grave foi relatado na cidade. A tempestade tropical continuou para o nordeste, emergindo no Atlântico ocidental e paralelamente ao litoral das Carolinas. Vários navios relataram ventos fortes e mar agitado. Em 6 de outubro, a tempestade voltou a se fortalecer em seu pico de intensidade antes de se tornar um ciclone extratropical por volta de 320 km a sudeste de Cape Cod ; no entanto, um meteorologista avaliou que adquiriu características extratropicais depois que saiu da Geórgia para o Atlântico ocidental. Como tempestade extratropical, atingiu ventos de 130 km/h (80 mph), com base em um relatório de navio ao sul do Canadá Atlântico. final de 7 de outubro, a tempestade foi observada pela última vez ao sul de Terra Nova. A tempestade foi a única da temporada a não atingir o status de furacão.

### Furacão Três
Enquanto a tempestade anterior se movia ao longo da costa do sudeste dos Estados Unidos, um novo furacão foi observado no oeste do Mar do Caribe, a meio caminho entre Honduras e Jamaica. Sua intensidade, com base no relatório do navio, foi estimada em 169 km/h (105 mph). O furacão moveu-se lentamente para oeste-noroeste e outro navio experimentou seus ventos fortes em 7 de outubro. Não houve mais observações, então sua trilha completa é desconhecida. 

### Furacão Quatro
O último furacão conhecido da temporada foi observado em 15 de outubro, a nordeste do centro das Bahamas. O navio "Jim Cow", em rota de Nova Iorque para o Panamá, sofreu fortes danos com a tempestade, tanto que não conseguiu completar sua viagem. Movendo-se geralmente para nordeste, estima-se que o furacão tenha atingido ventos máximos de 169 km/h (105 mph), com base em relatórios de navios. Em 17 de outubro o ciclone foi absorvido por um ciclone extratropical de rápida intensificação na costa da Nova Inglaterra. Nunca afetou a terra.